# Perilampus nitens
Perilampus nitens is een vliesvleugelig insect uit de familie Perilampidae. De wetenschappelijke naam is voor het eerst geldig gepubliceerd in 1834 door Walker.